# Carl Ahues
Carl Oscar Ahues (Brema, 26 dicembre 1883 – Amburgo, 31 dicembre 1968) è stato uno scacchista tedesco.

## Biografia
Vinse il Campionato tedesco nel 1929 a Duisburg.
Partecipò a tre Olimpiadi degli scacchi: 
- Amburgo 1930, in 1ª scacchiera (medaglia di bronzo di squadra);
- Praga 1931, in 2ª scacchiera;
- Monaco 1936, in 2ª scacchiera (medaglia di bronzo di squadra).

Nel 1930 si classificò 6º nel grande Torneo internazionale di San Remo, dietro ad Alechin, Nimzowitsch, Bogoljubov e Yates, ma davanti a Spielmann, Vidmar, Maróczy e Tartakover. Questo è considerato da molti il suo miglior risultato di torneo.
Altri risultati di rilievo:
- 1910:  vince il campionato della città di Berlino;
- 1931:  secondo-quarto a Berlino, dietro a Herman Steiner;
- 1944:  secondo-terzo a Città del Lussemburgo;
- 1946:  vince con 9/11 il torneo di Bad Harzburg;[2]
- 1947:  secondo-terzo a Stoccarda, dietro a Ludwig Rellstab;
- 1958:  vince il campionato tedesco a squadre con il Club Hamburger SK;

Nel 1968 vinse, all'età di 81 anni, il campionato blitz della città di Amburgo.
Suo figlio Herbert Ahues è stato un famoso problemista, Grande Maestro della composizione.

## Alcune sue partite
- Ahues - Brinckmann, Campionato tedesco 1921  – Quattro cavalli C48
- Ahues - Colle, Berlino 1926  – Inglese A27
- Przepiórka - Ahues, Keckskemét 1927  – Ovest indiana E19
- Ahues - Rubinstein, Scarborough 1930  – Francese var. di cambio C01
- Ahues - Sultan Khan, Olimp. Amburgo 1930  – Siciliana B30
- Ahues - Bogoljubov, Bad Nauheim, 1936  – Difesa Merano D48